# Flagy (Haute-Saône)
Pour les articles homonymes, voir Flagy.
Flagy est une commune française située dans le département de la Haute-Saône et la région administrative Bourgogne-Franche-Comté.

## Géographie

### Localisation
Flagy fait partie de la région culturelle et historique de Franche-Comté
La commune se trouve dans l'aire d'attraction de Vesoul, ainsi que dans sa zone d'emploi et dans son bassin de vie.

### Communes limitrophes
Les communes limitrophes sont  Auxon, Breurey-lès-Faverney, Colombier, Le Val-Saint-Éloi, Neurey-en-Vaux, Varogne, Vellefrie et Villeparois.

### Géologie et relief
On note des alluvions modernes dans le cours du ruisseau, marnes du Lias, grès rhétiens et calcaires à gryphées.
Le territoire communal est mamelonné et traversé du nord-est au sud-ouest par une vallée.

### Hydrologie

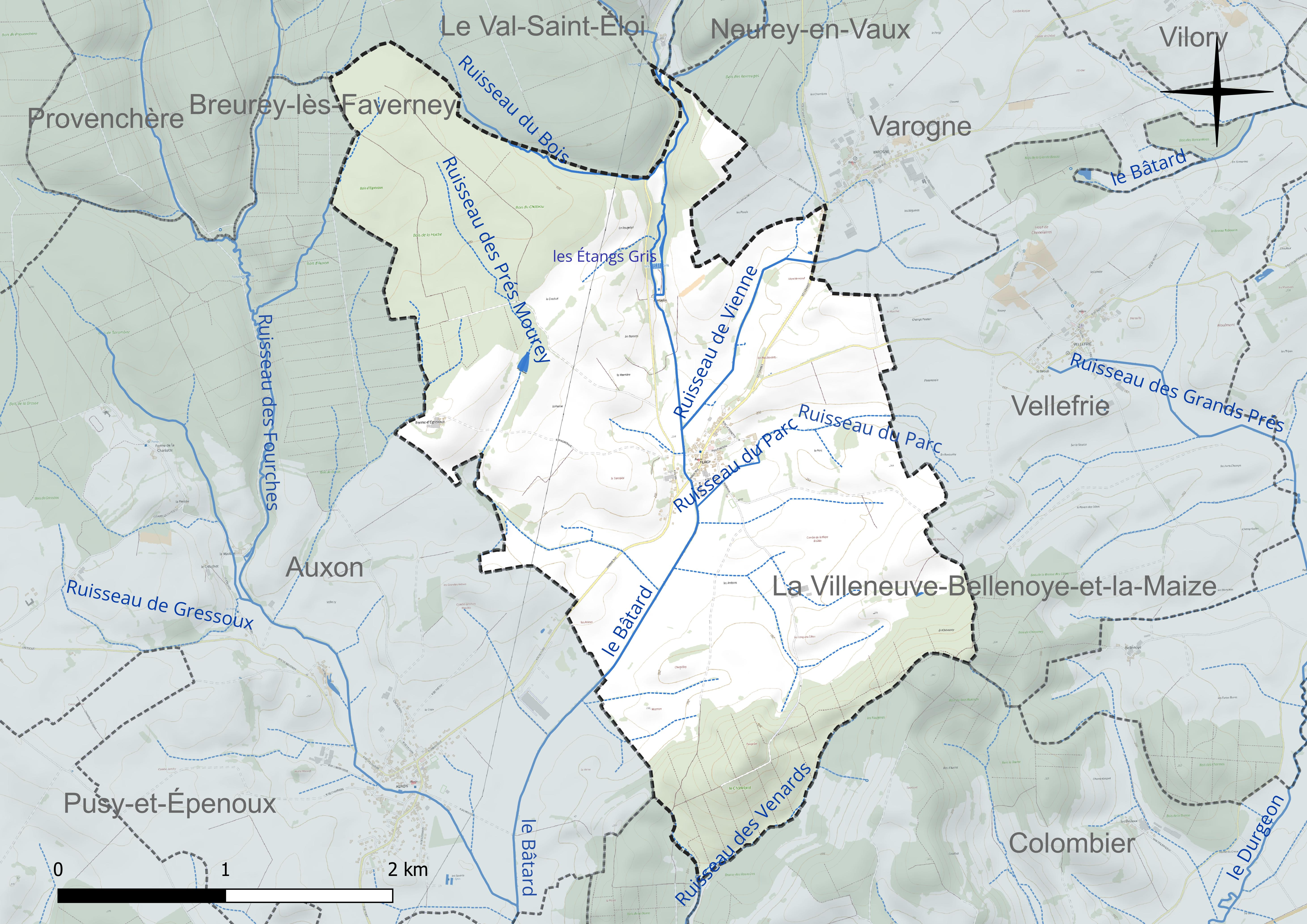
Carte hydrographique de la commune.

Un ruisseau, le Bâtard, traverse la commune du nord-est au sud-ouest et reçoit le ruisseau de Vienne (ou de Renne) venu de l'est et va se jeter dans le Durgeon. À l'ouest, un petit ruisseau « la Queue de l'Étang » ou ruisseau des « Étangs-Gris » venu du nord.

### Climat
Pour des articles plus généraux, voir Climat de la Bourgogne-Franche-Comté et Climat de la Haute-Saône.
En 2010, le climat de la commune est de type climat des marges montargnardes, selon une étude du Centre national de la recherche scientifique s'appuyant sur une série de données couvrant la période 1971-2000. En 2020, Météo-France publie une typologie des climats de la France métropolitaine dans laquelle la commune est exposée à un climat semi-continental et est dans la région climatique  Lorraine, plateau de Langres, Morvan, caractérisée par un hiver rude (1,5 °C), des vents modérés et des brouillards fréquents en automne et hiver. 
Pour la période 1971-2000, la température annuelle moyenne est de 10,4 °C, avec une amplitude thermique annuelle de 17,3 °C. Le cumul annuel moyen de précipitations est de 1 014 mm, avec 12,9 jours de précipitations en janvier et 10 jours en juillet. Pour la période 1991-2020, la température moyenne annuelle observée sur la station météorologique de Météo-France la plus proche, « Saulx-de-Vesoul », sur la commune de Saulx à 7 km à vol d'oiseau, est de 10,9 °C et le cumul annuel moyen de précipitations est de 1 066,3 mm. 
La température maximale relevée sur cette station est de 39,5 °C, atteinte le 25 juillet 2019 ; la température minimale est de −21 °C, atteinte le 13 janvier 1987,,. 
Les paramètres climatiques de la commune ont été estimés pour le milieu du siècle (2041-2070) selon différents scénarios d'émission de gaz à effet de serre à partir des nouvelles projections climatiques de référence DRIAS-2020. Ils sont consultables sur un site dédié publié par Météo-France en novembre 2022.

## Urbanisme

### Typologie
Au 1er janvier 2024, Flagy est catégorisée commune rurale à habitat très dispersé, selon la nouvelle grille communale de densité à sept niveaux définie par l'Insee en 2022.
Elle est située hors unité urbaine. Par ailleurs la commune fait partie de l'aire d'attraction de Vesoul, dont elle est une commune de la couronne,. Cette aire, qui regroupe 158 communes, est catégorisée dans les aires de 50 000 à moins de 200 000 habitants,.

### Occupation des sols

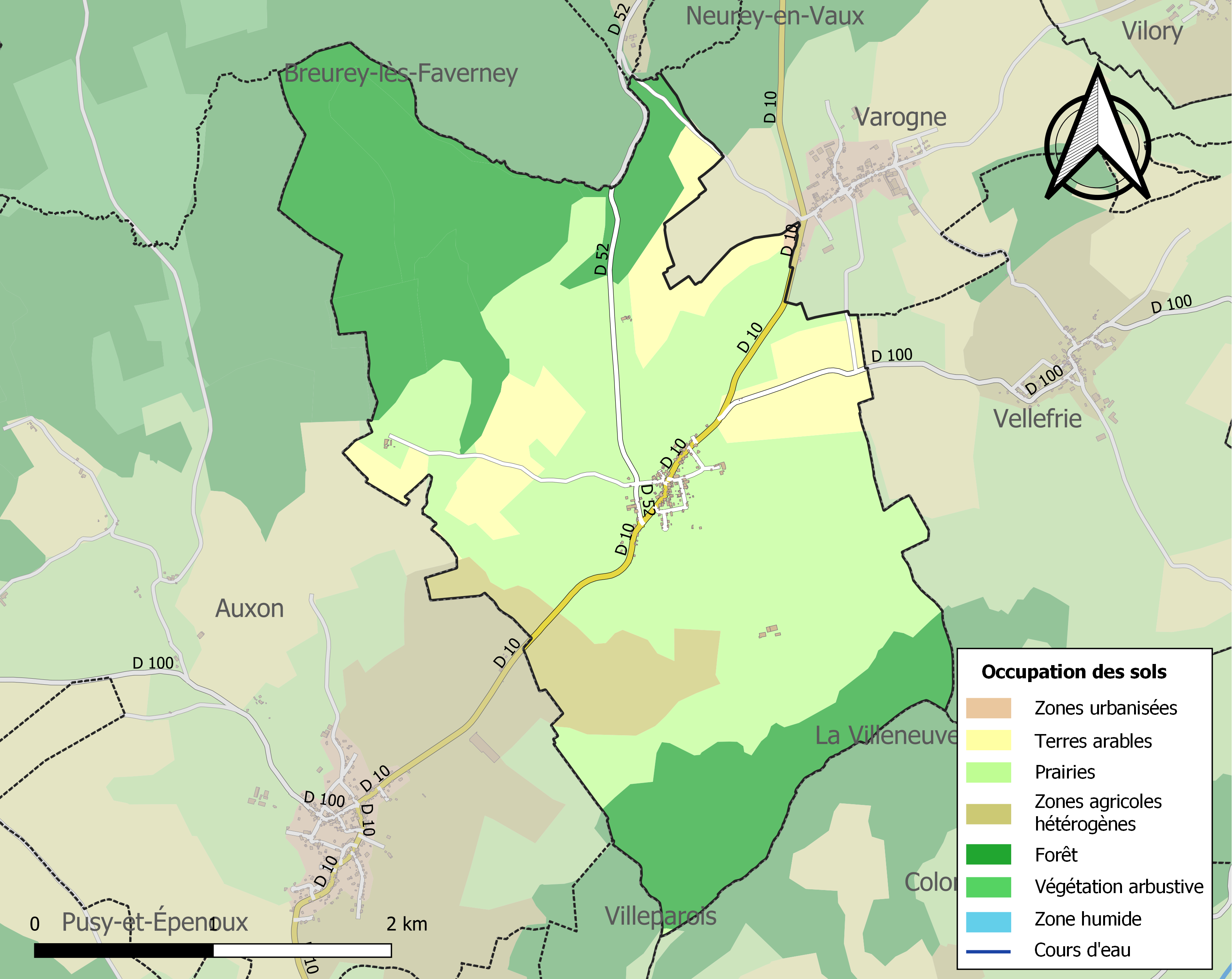
Carte des infrastructures et de l'occupation des sols de la commune en 2018 (CLC).

L'occupation des sols de la commune, telle qu'elle ressort de la base de données européenne d’occupation biophysique des sols Corine Land Cover (CLC), est marquée par l'importance des territoires agricoles (65,4 % en 2018), une proportion sensiblement équivalente à celle de 1990 (65,3 %). 
La répartition détaillée en 2018 est la suivante : prairies (47,4 %), forêts (34,4 %), terres arables (11,6 %), zones agricoles hétérogènes (6,4 %), zones urbanisées (0,2 %). 
L'évolution de l’occupation des sols de la commune et de ses infrastructures peut être observée sur les différentes représentations cartographiques du territoire : la carte de Cassini (XVIIIe siècle), la carte d'état-major (1820-1866) et les cartes ou photos aériennes de l'IGN pour la période actuelle (1950 à aujourd'hui).

### Lieux-dits, hameaux et écarts
Dépendances : Aigrevaux à l'ouest. Le Moulin des Étangs-Gris à l'ouest.

### Habitat et logement
En 2021, le nombre total de logements dans la commune était de 74, alors qu'il était de 72 en 2016 et de 70 en 2011. 
Parmi ces logements, 82,5 % étaient des résidences principales, 2,7 % des résidences secondaires et 14,8 % des logements vacants. Ces logements étaient pour 96 % d'entre eux des maisons individuelles et pour 4 % des appartements. 
Le tableau ci-dessous présente la typologie des logements à Flagy en 2021 en comparaison avec celle de la Haute-Saône et de la France entière. Une caractéristique marquante du parc de logements est ainsi la faible proportion des résidences secondaires et logements occasionnels (2,7 %) par rapport au département (6,2 %) et à la France entière (9,7 %). 
| Typologie                                               | Flagy | Haute-Saône | France entière |
| ------------------------------------------------------- | ----- | ----------- | -------------- |
| Résidences principales (en %)                           | 82,5  | 83,2        | 82,2           |
| Résidences secondaires et logements occasionnels (en %) | 2,7   | 6,2         | 9,7            |
| Logements vacants (en %)                                | 14,8  | 10,6        | 8,1            |

## Histoire

### Antiquité
Des vestiges gallo-ramains ont été découverts dans la commune, vestiges de voie romaine et éléments d'un habitat.

### Temps modernes
Le château-fort aurait été détruit en 1595 par le lorrain Tremblecourt à la solde d’Henri IV.

## Politique et administration

### Rattachements administratifs et électoraux

#### Rattachements administratifs
Flagy fait partie de l'arrondissement de Vesoul du département de la Haute-Saône, en région Bourgogne-Franche-Comté.  
La commune fait partie depuis 1801 du canton de Port-sur-Saône. Dans le cadre du redécoupage cantonal de 2014 en France, cette circonscription administrative territoriale a disparu, et le canton n'est plus qu'une circonscription électorale.

#### Rattachements électoraux
Pour les élections départementales, la commune fait partie depuis 2014 d'un nouveau canton de Port-sur-Saône porté de 17 à 46 communes.
Pour l'élection des députés, elle fait partie de la première circonscription de la Haute-Saône.

### Intercommunalité
La commune était membre de la communauté de communes des six villages, créée le 31 décembre 1994 et qui regroupait, en 2013, moins de 800 habitants.
L'article 35 de la loi no 2010-1563 du 16 décembre 2010 « de réforme des collectivités territoriales » prévoyant d'achever et de rationaliser le dispositif intercommunal en France, et notamment d'intégrer la quasi-totalité des communes françaises dans des EPCI à fiscalité propre, dont la population soit normalement supérieure à 5 000 habitants, les communautés de communes : 
- Agir ensemble ;  
- de la Saône jolie ; 
- des six villages ; 
et les communes isolées de Bourguignon-lès-Conflans, Breurey-lès-Faverney et Vilory ont été regroupées pour former le 1er janvier 2014 la communauté de communes Terres de Saône, dont est désormais membre la commune.  

### Liste des maires

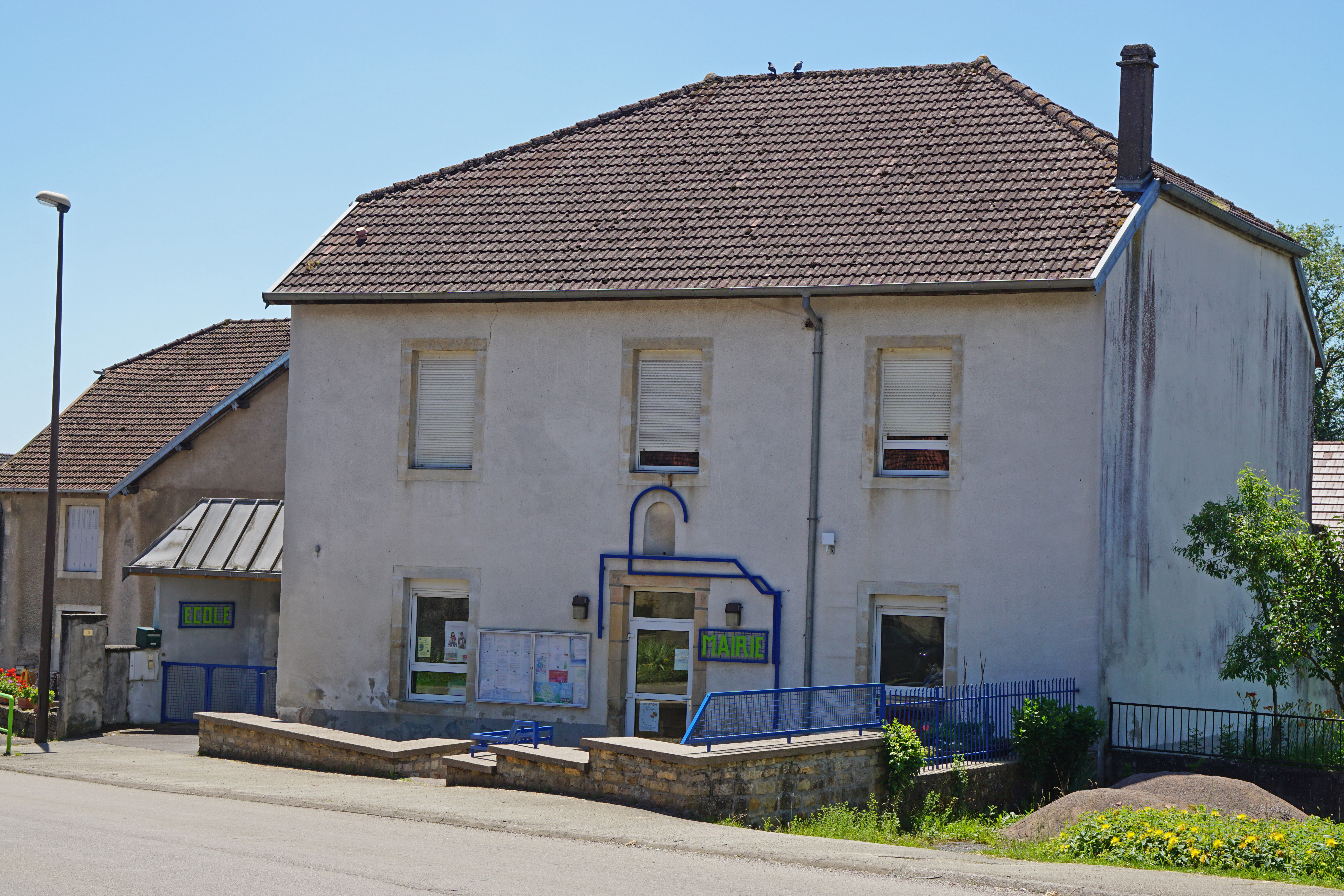
La mairie-école.

| Période                                  | Période                        | Identité              | Étiquette | Qualité |
| ---------------------------------------- | ------------------------------ | --------------------- | --------- | --- |
| Les données manquantes sont à compléter. |                                |                       |           | |
|                                          |                                |                       |           | |
| 1861                                     |                                | Claude Victor Gauvain |           | Père d'Auguste Gauvain |
|                                          |                                |                       |           | |
| mars 1983                                | février 2021                   | Michel Cornuez        |           | Conseiller financier au Crédit Agricole de Franche Comté Président de la CC des six villages ( 1994 → 2013) Vice-président de la CC Terres de Saône (2014 → 2025) Mort en fonction |
| juin 2021                                | En cours (au 30 novembre 2023) | Fabien Grandjean      |           | Cadre administratif ou commercial d'entreprise |

## Population et société

### Démographie
En 2022, la commune de Flagy comptait 137 habitants. À partir du XXIe siècle, les recensements réels des communes de moins de 10 000 habitants ont lieu tous les cinq ans. Les autres « recensements » sont des estimations.
| 1793 | 1800 | 1806 | 1821 | 1831 | 1836 | 1841 | 1846 | 1851 |
| ---- | ---- | ---- | ---- | ---- | ---- | ---- | ---- | ---- |
| 335  | 301  | 336  | 368  | 348  | 363  | 367  | 381  | 360  |

| 1856 | 1861 | 1866 | 1872 | 1876 | 1881 | 1886 | 1891 | 1896 |
| ---- | ---- | ---- | ---- | ---- | ---- | ---- | ---- | ---- |
| 321  | 300  | 305  | 309  | 305  | 275  | 272  | 265  | 230  |

| 1901 | 1906 | 1911 | 1921 | 1926 | 1931 | 1936 | 1946 | 1954 |
| ---- | ---- | ---- | ---- | ---- | ---- | ---- | ---- | ---- |
| 210  | 220  | 274  | 198  | 179  | 177  | 178  | 180  | 170  |

| 1962 | 1968 | 1975 | 1982 | 1990 | 1999 | 2005 | 2006 | 2010 |
| ---- | ---- | ---- | ---- | ---- | ---- | ---- | ---- | ---- |
| 149  | 154  | 140  | 157  | 166  | 158  | 153  | 149  | 156  |

| 2015 | 2020 | 2022 | - | - | - | - | - | - |
| ---- | ---- | ---- | - | - | - | - | - | - |
| 154  | 139  | 137  | - | - | - | - | - | - |

## Culture locale et patrimoine

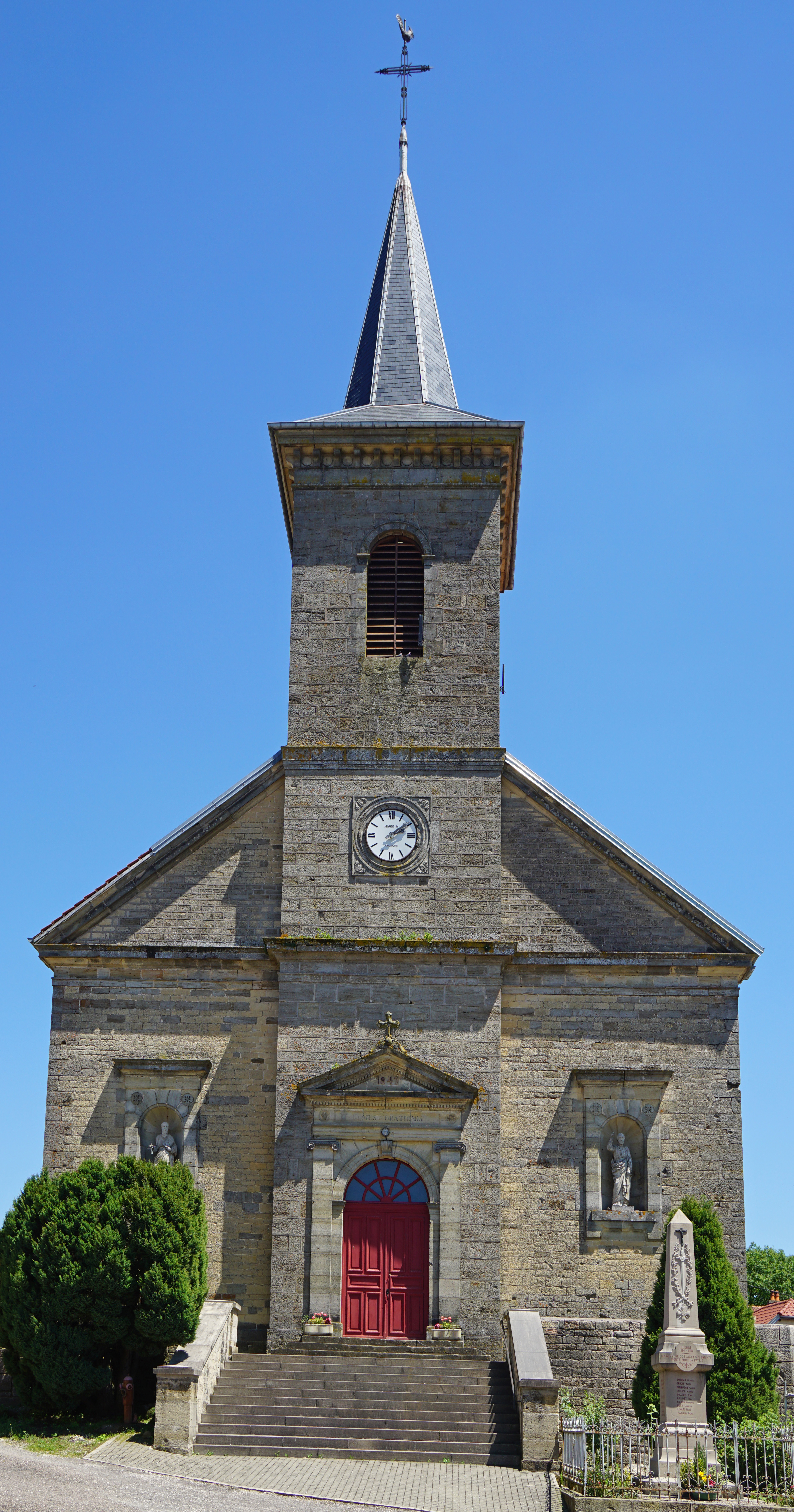
L'église et le monument aux morts.

### Lieux et monuments
- Vestiges du château-fort, à l'est du village[12].
- Lavoir, édifié en 1850 et surmonté d'une croix matérialisant l'emplacement de l'ancienne église[12].
- L'église Saint-Barthélémy, construite en 1847 à proximité de l'ancien édifice. Lors de la construction de la tour du clocher est découvert au-dessus d’un cercueil une centaine de monnaies françaises, allemandes ou espagnoles datant de 1550 à 1630[12].
- Maison de 1622 avec sa tourelle semi-engagée comprenant un escalier en vis en pierre sur la RD6 en direction de Varogne.

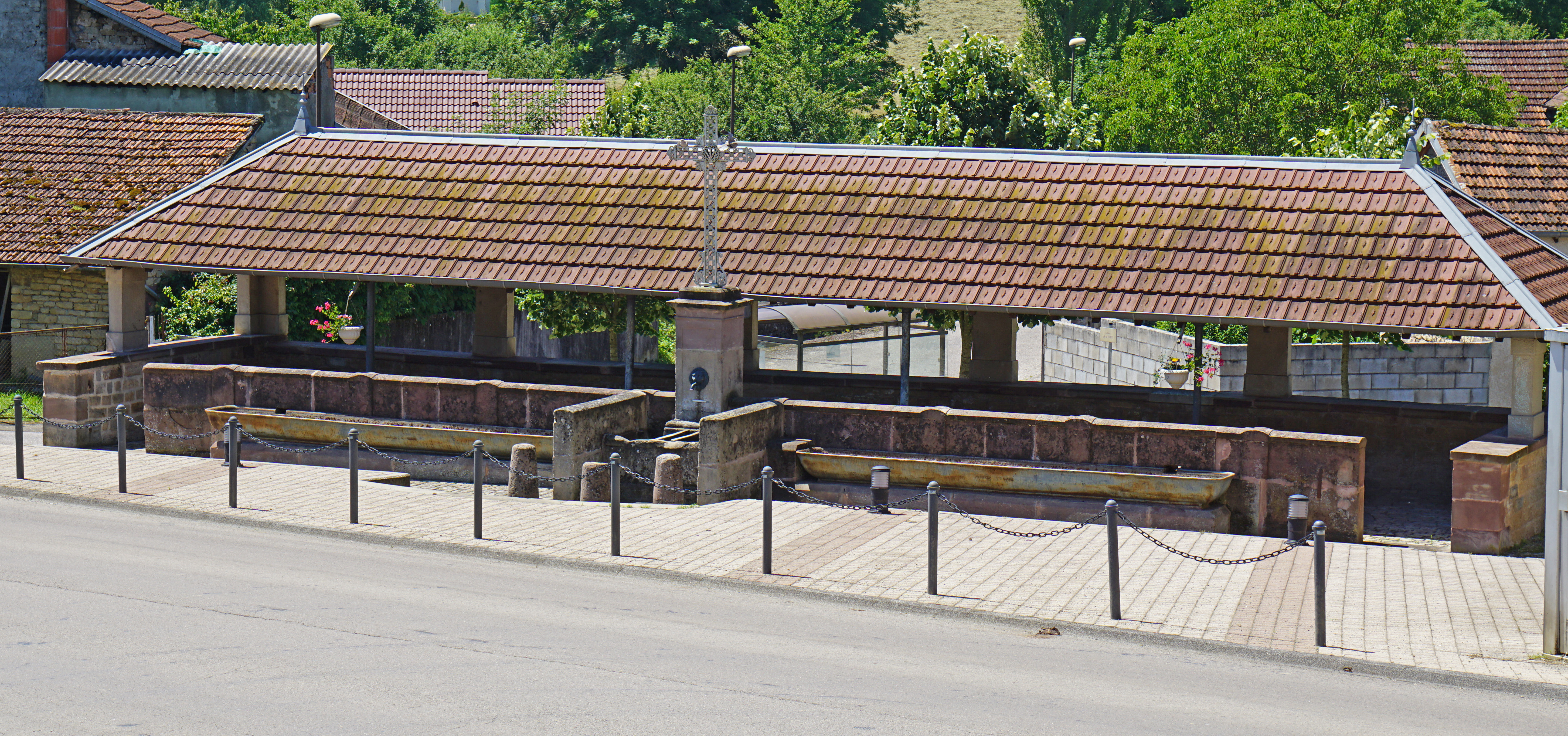
Le lavoir.
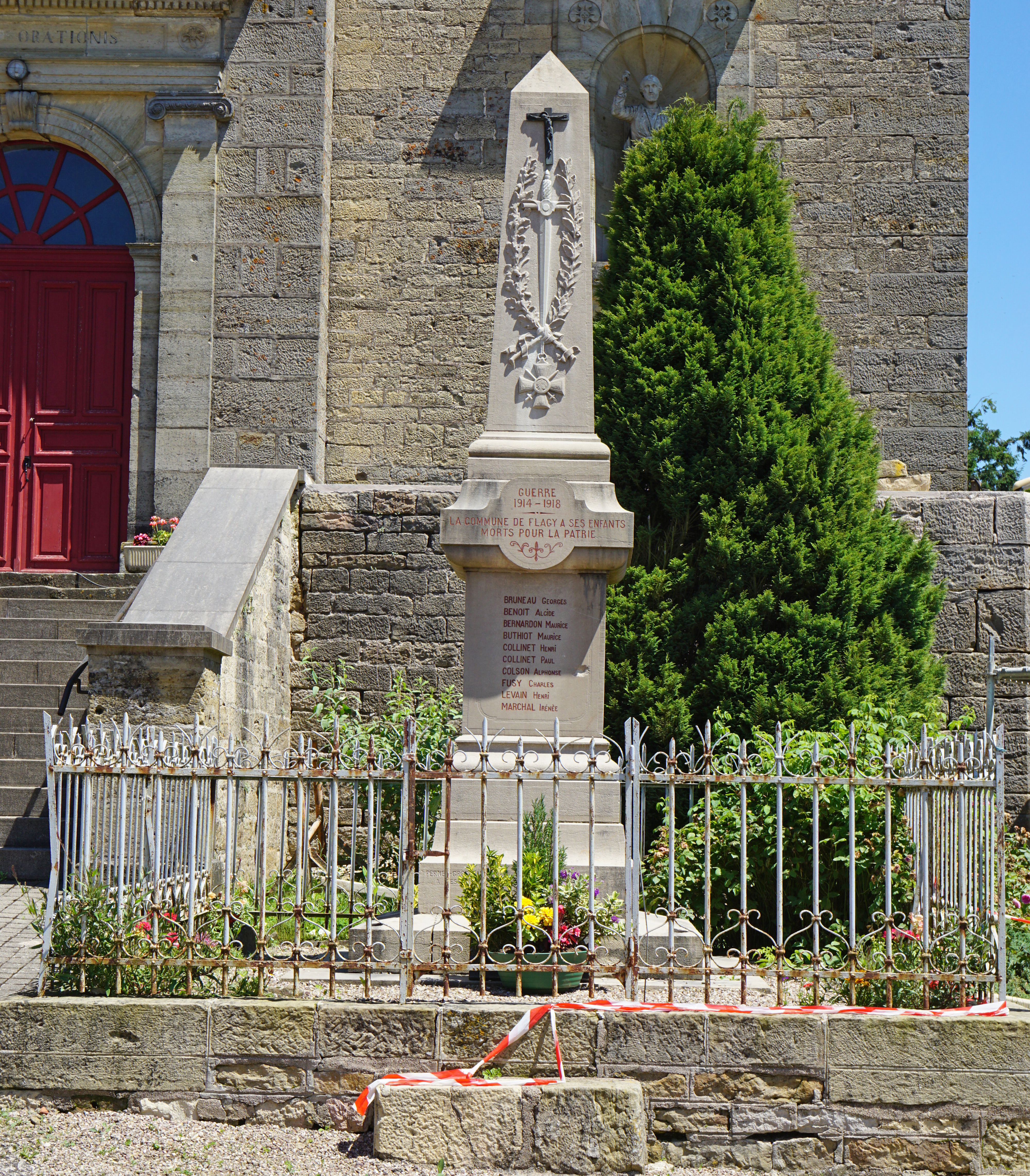
Le monument aux morts.
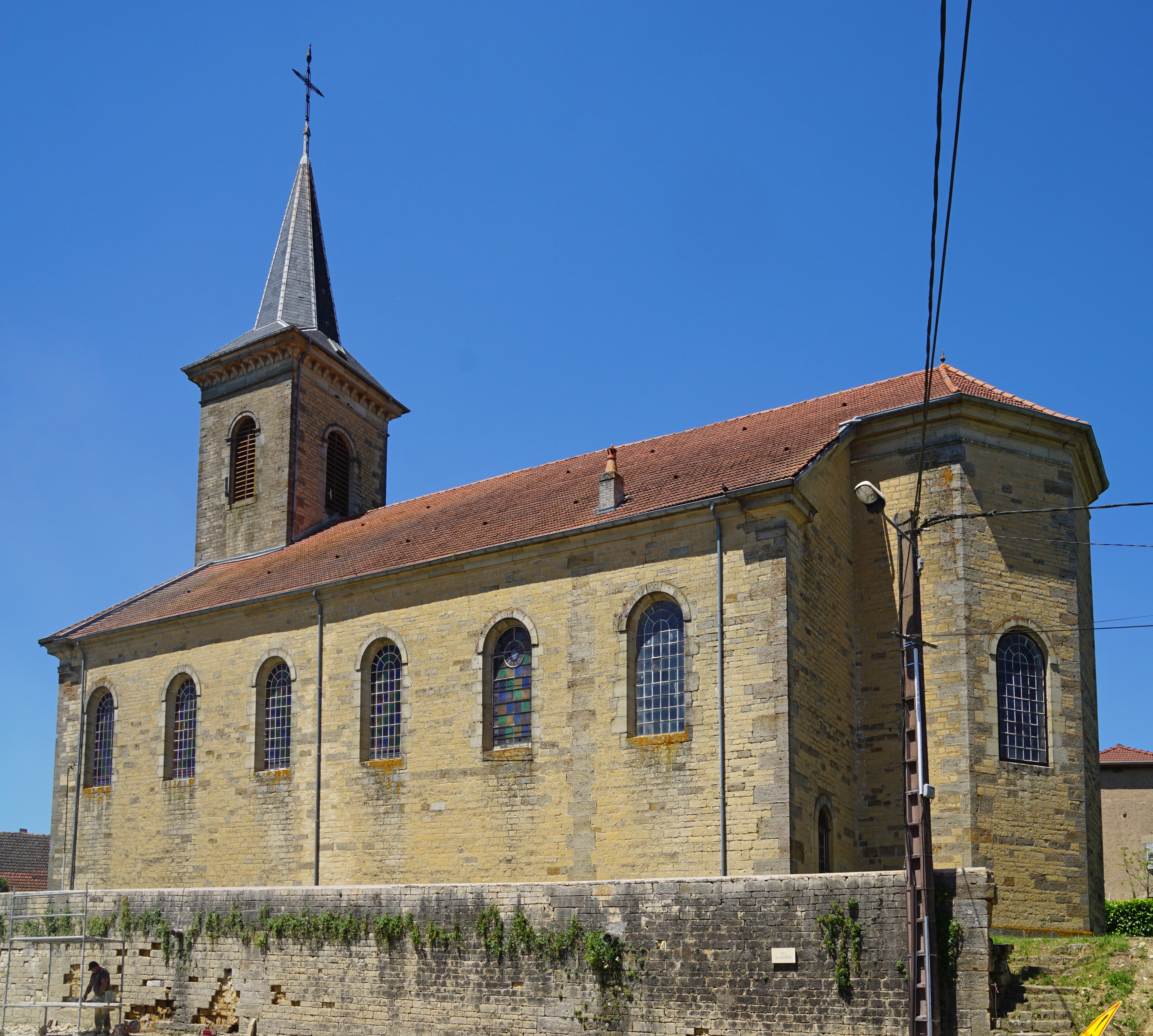
L'église.

### Personnalités liées à la commune
Adolphe Gouhenant (1804-1871) est né à Flagy et fut un acteur du mouvement social au XIXe siècle. Sa première réalisation fut la construction d’une tour dominant la ville de Lyon, dédiée aux arts et aux sciences.